# Elektrárna Turów

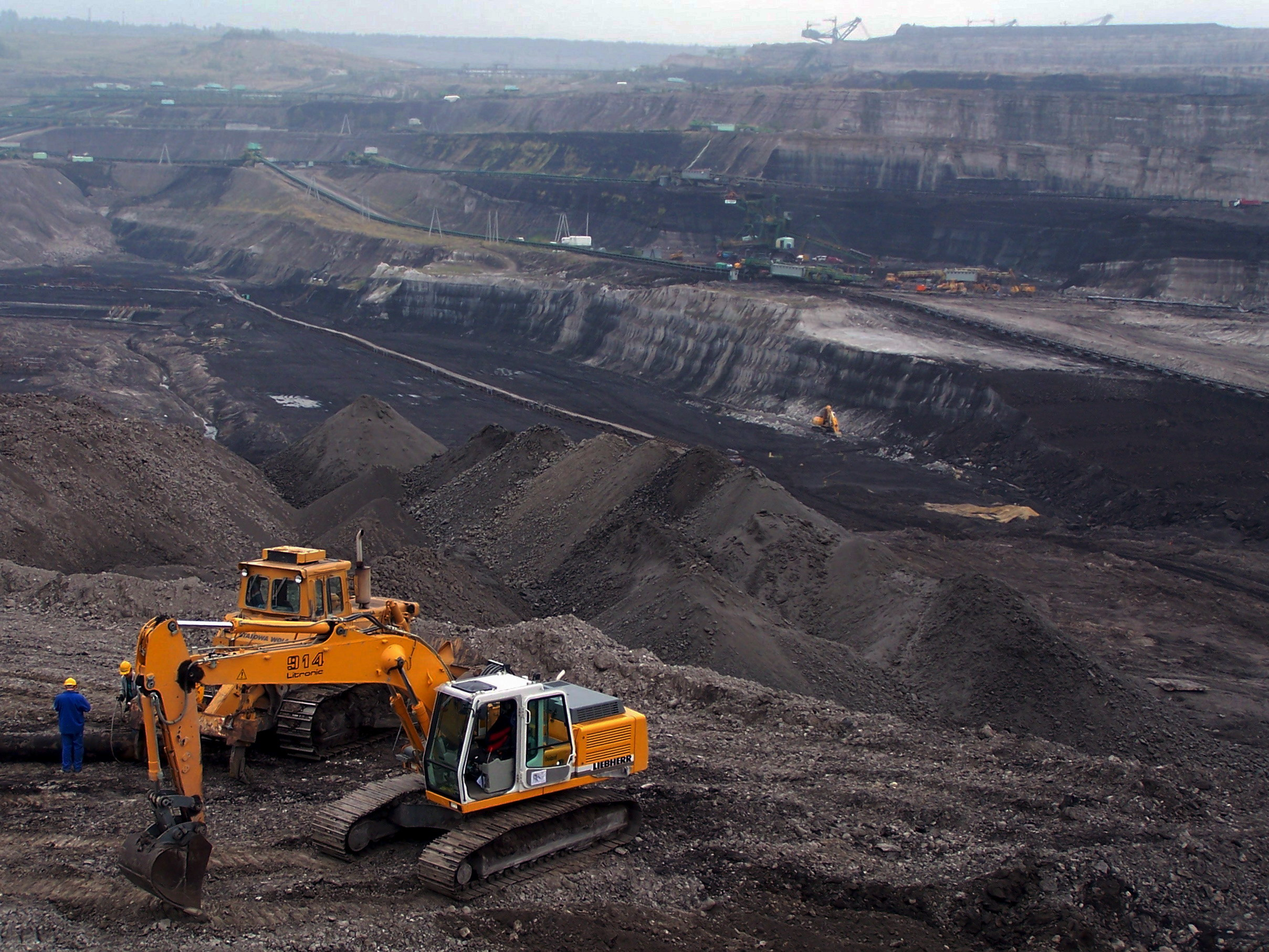
Hnědouhelný důl Turów, 2006

PGE Górnictwo i Energetyka Konwencjonalna S.A. Oddział Elektrownia Turów je hnědouhelná elektrárna na jihozápadě Polska, v Dolnoslezském vojvodství, na území obce Bogatynia, poblíž Turoszowa, na pravém břehu Lužické Nisy, u německo-polské státní hranice, poblíž trojmezí hranic Německa, Polska a Česka.
Elektrárna byla uvedena do provozu v roce 1962 a má instalovaný výkon 2106 MW. V současné době je jejím vlastníkem a provozovatelem společnost Elektrownia Turów SA. Roku 2010 se plánovalo vytápění měst na severu ČR.
Hnědé uhlí k zabezpečení provozu elektrárny pochází z povrchového dolu stejného jména. Důl Turów tvoří spolu elektrárnou Turoszowský energetický komplex. Elektrárna Turów vyrábí (v roce 2020) 5 % elektrické energie v Polsku. Povrchový důl má v současné době rozlohu 26 km². Polská energetická společnost PGE usiluje o získání povolení k těžbě do roku 2044, v březnu 2020 však získala pouze prodloužení stávající licence o 6 let. V současnosti má důl hloubku 225 metrů, pokud PGE vytěží kompletní ložisko lignitu, v roce 2044 dosáhne hloubky téměř 300 metrů a bude mít rozlohu 30 km².

## Obavy z rozšiřování dolu
Obavy proti rozšiřování hnědouhelného dolu mají obce na české, polské i německé straně hranice. Nejčastěji je obyvateli obcí ale i ekologickými organizacemi zmiňována obava z úbytku pitné vody ve studnách okolních obcí. Právě v souvislostí s tím, proběhlo v okolí dolu již několik protestů proti rozšiřování. Česká strana také zaslala Evropskému parlamentu v průběhu roku 2020 i petici proti dolu, mezi jejímiž petenty byl i Liberecký kraj.
V říjnu 2020 začal Státní podnik DIAMO instaloval na Liberecku měřící body, které by měly pomoci získat odpůrcům dolu argumenty o propadu terénu na české straně. Jak totiž uvedl provozovatel dolu, odpůrci své obavy stále nepodložili žádnými důkazy, které by prokazovaly vlivy rozšiřování dolu.

## Nehody
- 7. února 1987 došlo k zhroucení jedné chladicí věže vlivem nekvalitní konstrukce a povětrnostních podmínek
- 24. prosince 1998 chybou špatné synchronizace turbogenerátoru bloku č. 5 došlo k explozi a následnému požáru
- 25. července 2012 byla elektrárna značně poškozena výbuchem a požárem uhelného prachu v prostoru prvního bloku
- 27. září 2016 došlo k několikakilometrovému sesuvu půdy, v jehož důsledku byl zcela zastaven prodej uhlí a veškeré produkce směřovala do elektrárny, zcela zavaleno a zničeno bylo několik důlních strojů